# Shaka (artiste)
Pour les articles homonymes, voir Shaka (homonymie).
Shaka, pseudonyme de Marchal Mithouard, né en 1975 à Clamart, est un peintre et sculpteur français issu du mouvement du street art.

## Biographie
Marchal Mithouard naît à Clamart en 1975. À 9 ans, il décide de récupérer les tubes de peinture à l'huile de son grand-père, qui avait cessé de peindre. Il se met à la peinture de rue dans les années 1990, dans la ville d'Évry où il grandit. Parallèlement, il étudie les arts plastiques à la Sorbonne, à Paris, dont il ressort diplômé en 2000,. Il participe en 2009 à la première vente aux enchères consacrée aux arts urbains par les maisons de vente Millon et Cornette de Saint-Cyr. La vente de sa toile est remarquée et lui vaut un article dans La Gazette de l'Hôtel Drouot. L'artiste entre dans la Collection Gallizia qui sera présentée au Grand Palais à Paris en 2009,. Il participe en 2013 à l'événement parisien « Tour Paris 13 » qui réunit 108 artistes internationaux dans un lieu éphémère. En 2016, il reçoit le prix des arts plastiques de la Fondation Charles Oulmont. Il est sélectionné pour présenter en 2017 une œuvre au musée d'art contemporain Völklinger Hütte de Völklingen (Allemagne) lors de l'événement UrbanArt Biennale qui réunit tous les deux ans des artistes internationaux. En 2018, il est convié à la première journée doctorale européenne à la Sorbonne lors de laquelle il exposera ses œuvres et donnera une conférence. Signataire de la charte « 1 immeuble, 1 œuvre » (initiative du ministère de la Culture pour donner accès au plus grand nombre à l’art au quotidien), Eiffage Immobilier a choisi d’intégrer en 2022 une œuvre de l’artiste dans son projet immobilier d'Alfortville (Val-de-Marne). En 2024, il participe à l’exposition collective « We Are Here » au Petit Palais à Paris.

## Style
Shaka déploie un style coloré et peint en aplat des portraits et en relief des scènes[De quoi ?].
Il mélange graffiti, sculpture et peinture traditionnelle pour créer une série d'œuvres d'art originales où ses compositions en volume semblent sortir de leur cadre.
« Créateur d'un art hybride entre sculpture et peinture, les visages des personnages de Shaka dégagent de l'adrénaline et du nerf : tension, explosions de colère, irrationalité de la fureur, fanatisme, hystérie, idolâtrie… ».
« Dès 2018, il intègre dans son travail, l'utilisation de cameras thermiques, avec l'intention d'approfondir ses recherches sur les ondes électromagnétiques, plus particulièrement les infrarouges pour livrer des œuvres qui seraient des visions prérétiniennes ».

## Œuvres
(novembre 2013).
- Stress, 2008, bas-relief en polyuréthane, bandes plâtrées et peinture à l'huile sur châssis entoilé, 250 × 180 cm, localisation inconnue[7].
- David Boulanger, 2012, acrylique sur toile, localisation inconnue.
- Street Allegory, 2012, localisation inconnue[21].
- Classical Riot, 2013, huile sur toile, localisation inconnue.
- L'Anarchiste de droite, 2013, huile sur toile, localisation inconnue.
- Ondes de Choc (série), 2014-2018, localisation inconnue
- Dédoublement, 2016, huile sur toile, localisation inconnue.
- Corps Noirs/ Infrarouge, 2018, localisation inconnue[22].

## Expositions

### Personnelles
- Fatum, Galerie Orlinda Lavergne, Mulhouse, 2024
- Épopée, Galerie Lazarew, Paris, 2023[23].
- Traversée, Galerie Orlinda Lavergne, Mulhouse, 2021[24].
- Prédation, Galerie Lazarew, Paris, 2021
- Anatomie du Mouvement, Galerie Lazarew, Paris, 2017
- Onde de choc, Galerie Lazarew, Paris, 2014[25].
- Shaka, Gallery Nine5, New York, 2015[26]
- Comportements humains, Seize Galerie, Marseille, 2012
- Shaka, Gallery Nine5, New York, 2012[27],[28]
- Solo Show, Galerie Lazarew, Paris, 2011[29]

### Collectives
• « We Are Here », Petit Palais, Paris, 202432
- Galerie Michel Journiac, La Sorbonne, Paris, France, 2018[30]
- Musée d’art contemporain Die Hütte (site UNESCO), Völklingen, Allemagne, 2017[31].
- Le Grand 8, La Réserve Malakoff, France, 2016[32],[33].
- TAG, Grand Palais, Paris[8]
- Mythiq 27, Espace Pierre Cardin, Paris, France[34]
- Tour Paris 13, Paris, 2013
- Strictly Paper, Schwalbe & Schwalbe, Munich, 2013
- Same Fight, Galerie Moretti & Moretti, Paris, 2012
- Tag n' Tof, Espace Conflurences, Paris, 2011.